# Esterno (baseball)

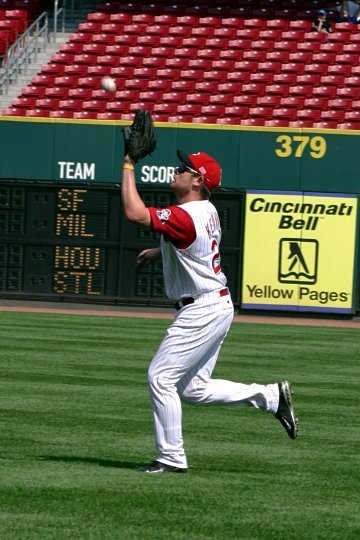
L'esterno Austin Kearns intercetta una palla al volo

Nel baseball, il ruolo di esterno (in inglese outfielder) è quello ricoperto da giocatori che, nella fase difensiva, sono posizionati nella parte del campo più distante dal battitore, ossia il campo esterno.
Il ruolo dell'esterno è quello di intercettare al volo le cosiddette fly balls prima che cadano a terra, oppure di recuperare e rilanciare velocemente la palla verso i compagni disposti nel campo interno; requisiti per essere un buon esterno sono quindi velocità, forza e precisione del braccio e l'abilità di leggere la traiettoria della palla "right off the bat", cioè subito dopo il contatto con la mazza del battitore.
Secondo la tradizionale ripartizione numerica delle posizioni del baseball, l'esterno sinistro corrisponde al 7, l'esterno centro all'8, l'esterno destro al 9.
Questi numeri tuttavia sono utilizzati solo per una sintetica trascrizione delle azioni di gioco, e non corrispondono necessariamente agli effettivi numeri di maglia dei giocatori.

## Strategia
Gli esterni possono essere sia esterni d'angolo, sia esterni centrali. I primi sono di solito più lenti e con minore capacità difensiva dei secondi, ma ciò anche alla luce di importanti differenze tra esterno destro ed esterno sinistro.
Generalmente gli esterni destri hanno maggiore capacità di tiro, cosicché possono più facilmente raggiungere il terza base, ma spesso non sono così veloci come gli esterni sinistri. L'esterno centrale è solitamente il più atletico e rapido dei tre, essendo suo compito sorvegliare la zona più profonda del campo e andare a ricoprire le zone lasciate eventualmente vuote dallo spostamento degli altri esterni; proprio per questi motivi tale ruolo è considerato il più difficile tra gli esterni.
Molti dei più forti battitori giocano nel ruolo di esterno sinistro o destro, proprio perché in tale posizione non si ha un frequente coinvolgimento nelle azioni di gioco, al contrario dei giocatori del campo interno.
Ad esempio, Babe Ruth da lanciatore divenne esterno.
I giocatori che generalmente non rientrano nella formazione iniziale di una partita, e che spesso tuttavia sono chiamati a sostituire gli esterni, sono definiti "quarti esterni" o addirittura "quinti esterni"; di solito sono capaci di ricoprire tutti i tre ruoli del campo esterno.